# Batrachylodes vertebralis
Batrachylodes vertebralis är en groddjursart som beskrevs av George Albert Boulenger 1887. Batrachylodes vertebralis ingår i släktet Batrachylodes och familjen Ceratobatrachidae. IUCN kategoriserar arten globalt som livskraftig. Inga underarter finns listade.